# Lapton femoralis
Lapton femoralis är en stekelart som beskrevs av Christian Gottfried Daniel Nees von Esenbeck 1816. Lapton femoralis ingår i släktet Lapton och familjen brokparasitsteklar. Inga underarter finns listade i Catalogue of Life.